# ژان کالو
ژان کالو (انگلیسی: Jean Calvé؛ زادهٔ ۳۰ آوریل ۱۹۸۴) بازیکن فوتبال اهل فرانسه است.
از باشگاه‌هایی که در آن بازی کرده‌است می‌توان به باشگاه فوتبال نانسی، باشگاه فوتبال کان، باشگاه فوتبال سوشو، باشگاه فوتبال شفیلد یونایتد، باشگاه فوتبال لو مان، باشگاه فوتبال اود-هورلی لوون، و باشگاه فوتبال لوریان اشاره کرد.